# Entrevennes
Entrevennes est une commune française située dans le département des Alpes-de-Haute-Provence, en région Provence-Alpes-Côte d'Azur.
Ses habitants sont les  Entrevennois.

## Géographie

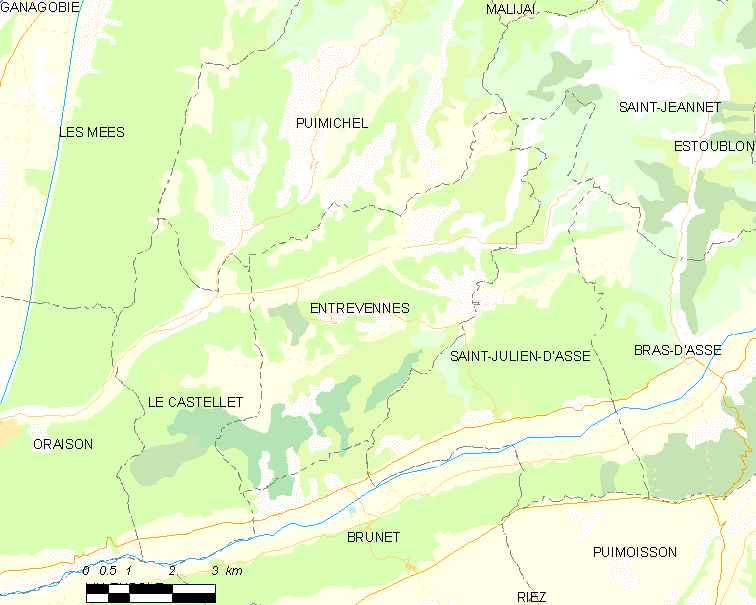
Entrevennes et les communes voisines (Cliquez sur la carte pour accéder à une grande carte avec la légende).

Le village d’Entrevennes est situé à 600 m d’altitude, sur un site perché.
Les communes limitrophes d’Entrevennes sont Puimichel, Saint-Jeannet, Saint-Julien-d'Asse, Brunet et Le Castellet.
L'évolution de l’occupation des sols de la commune et de ses infrastructures peut être observée sur les différentes représentations cartographiques du territoire : la carte de Cassini (XVIIIe siècle), la carte d'état-major (1820-1866) et les cartes ou photos aériennes de l'IGN pour la période actuelle (1950 à aujourd'hui).
L'IGN a déterminé que Entrevennes est le centre géographique de la nouvelle région Provence-Alpes-Côte d'Azur .

### Hydrographie
La commune est traversée par le Rancure ; le Thoron y prend sa source.

### Environnement
La commune compte 847 ha de bois et forêts, soit 28 % de sa superficie.

### Voies de communication et transports

#### Services autocars

##### Lignes intercommunales
Entrevennes est relié par 1 ligne intercommunale, réseau Trans'Agglo :
| Ligne | Parcours                                                                           |
| ----- | ---------------------------------------------------------------------------------- |
| 125   | Brunet ↔ Entrevennes ↔ Puimichel ↔ Le Castellet ↔ Oraison (Transport à la demande) |

##### Lignes scolaires
Des lignes de transports scolaires ont été mises en place pour rallier le collège d'Oraison. Ces lignes sont financées par la Communauté d'agglomération Durance Luberon Verdon au travers du réseau Trans'Agglo. En plus des lignes existantes du réseau, une autre a été rajoutée.
| Ligne | Tracé                                            |
| ----- | ------------------------------------------------ |
| 166 S | Entrevennes ↔ Puimichel ↔ Le Castellet ↔ Oraison |

### Risques naturels et technologiques
Aucune des 200 communes du département n'est en zone de risque sismique nul. Le canton des Mées auquel appartient Entrevennes est en zone 2 (sismicité moyenne) selon la classification déterministe de 1991, basée sur les séismes historiques, et en zone 4 (risque moyen) selon la classification probabiliste EC8 de 2011. La commune d’Entrevennes est également exposée à trois autres risques naturels :
- feu de forêt ;
- inondation (dans la vallée du Rancure) ;
- mouvement de terrain : la commune est presque entièrement concernée par un aléa moyen à fort[7].

La commune d’Entrevennes n’est exposée à aucun des risques d’origine technologique recensés par la préfecture.
Aucun plan de prévention des risques naturels prévisibles (PPR) n’existe pour la commune a été approuvé en 2006 pour les risques d’inondation, de mouvement de terrain et de séisme et le Dicrim n’existe pas non plus.
Un seul tremblement de terre d’une intensité macro-sismique ressentie à Entrevennes supérieure à V sur l’échelle MSK a été enregistré à Entrevennes, il s’agit du tremblement de terre du 23 février 1887 et dont l’épicentre se trouvait à Bussana Vecchia. L’intensité ressentie à Entrevennes était de VIII, ce qui signifie que des maisons ont été entièrement détruites. D’autres séismes sont régulièrement ressentis mais avec une intensité bien moindre.

### Toponymie
La localité apparaît pour la première fois dans les textes en 1126 (De Antravenis). Selon Charles Rostaing, suivi par les Fénié, le nom désigne l’éperon sur lequel le village est construit, à partir de la racine oronymique (désignant une montagne) *TR-ib-én-a. Ce toponyme serait probablement antérieur aux Gaulois,,. Ernest Nègre envisage, sans certitude, une étymologie provençale, composée de antre et de pluena, soit la grotte d’où coulent des filets d’eau.

### Climat
Pour des articles plus généraux, voir Climat de Provence-Alpes-Côte d'Azur et Climat des Alpes-de-Haute-Provence.
En 2010, le climat de la commune est de type climat méditerranéen altéré, selon une étude du Centre national de la recherche scientifique s'appuyant sur une série de données couvrant la période 1971-2000. En 2020, Météo-France publie une typologie des climats de la France métropolitaine dans laquelle la commune est exposée à un climat de montagne ou de marges de montagne et est dans la région climatique Alpes du sud, caractérisée par une pluviométrie annuelle de 850 à 1 000 mm, minimale en été.
Pour la période 1971-2000, la température annuelle moyenne est de 11,2 °C, avec une amplitude thermique annuelle de 16,8 °C. Le cumul annuel moyen de précipitations est de 771 mm, avec 6,4 jours de précipitations en janvier et 3,9 jours en juillet. Pour la période 1991-2020, la température moyenne annuelle observée sur la station météorologique de Météo-France la plus proche, « Valensole », sur la commune de Valensole à 11 km à vol d'oiseau, est de 13,3 °C et le cumul annuel moyen de précipitations est de 671,6 mm. 
La température maximale relevée sur cette station est de 41,1 °C, atteinte le 28 juin 2019 ; la température minimale est de −10 °C, atteinte le 4 février 2012,,.
Les paramètres climatiques de la commune ont été estimés pour le milieu du siècle (2041-2070) selon différents scénarios d'émission de gaz à effet de serre à partir des nouvelles projections climatiques de référence DRIAS-2020. Ils sont consultables sur un site dédié publié par Météo-France en novembre 2022.

## Urbanisme

### Typologie
Au 1er janvier 2024, Entrevennes est catégorisée commune rurale à habitat dispersé, selon la nouvelle grille communale de densité à 7 niveaux définie par l'Insee en 2022.
Elle est située hors unité urbaine. Par ailleurs la commune fait partie de l'aire d'attraction de Manosque, dont elle est une commune de la couronne,. Cette aire, qui regroupe 30 communes, est catégorisée dans les aires de 50 000 à moins de 200 000 habitants,.

### Occupation des sols
L'occupation des sols de la commune, telle qu'elle ressort de la base de données européenne d’occupation biophysique des sols Corine Land Cover (CLC), est marquée par l'importance des forêts et milieux semi-naturels (61,5 % en 2018), une proportion sensiblement équivalente à celle de 1990 (62,3 %). La répartition détaillée en 2018 est la suivante : 
forêts (50,3 %), terres arables (20,6 %), zones agricoles hétérogènes (17,8 %), milieux à végétation arbustive et/ou herbacée (11,2 %).
L'IGN met par ailleurs à disposition un outil en ligne permettant de comparer l’évolution dans le temps de l’occupation des sols de la commune (ou de territoires à des échelles différentes). Plusieurs époques sont accessibles sous forme de cartes ou photos aériennes : la carte de Cassini (XVIIIe siècle), la carte d'état-major (1820-1866) et la période actuelle (1950 à aujourd'hui).

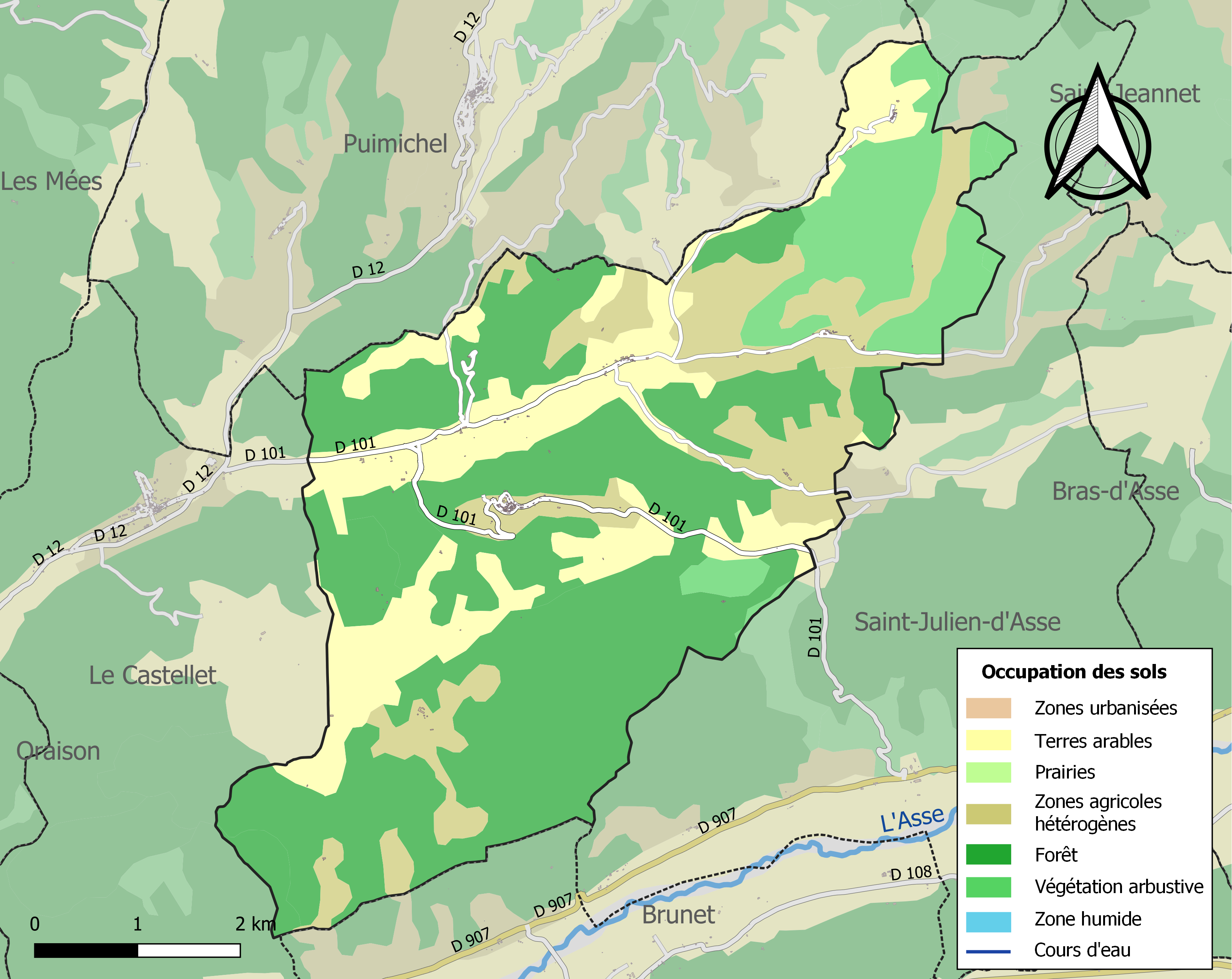
Carte de l'occupation des sols de la commune en 2018 (CLC).

## Histoire

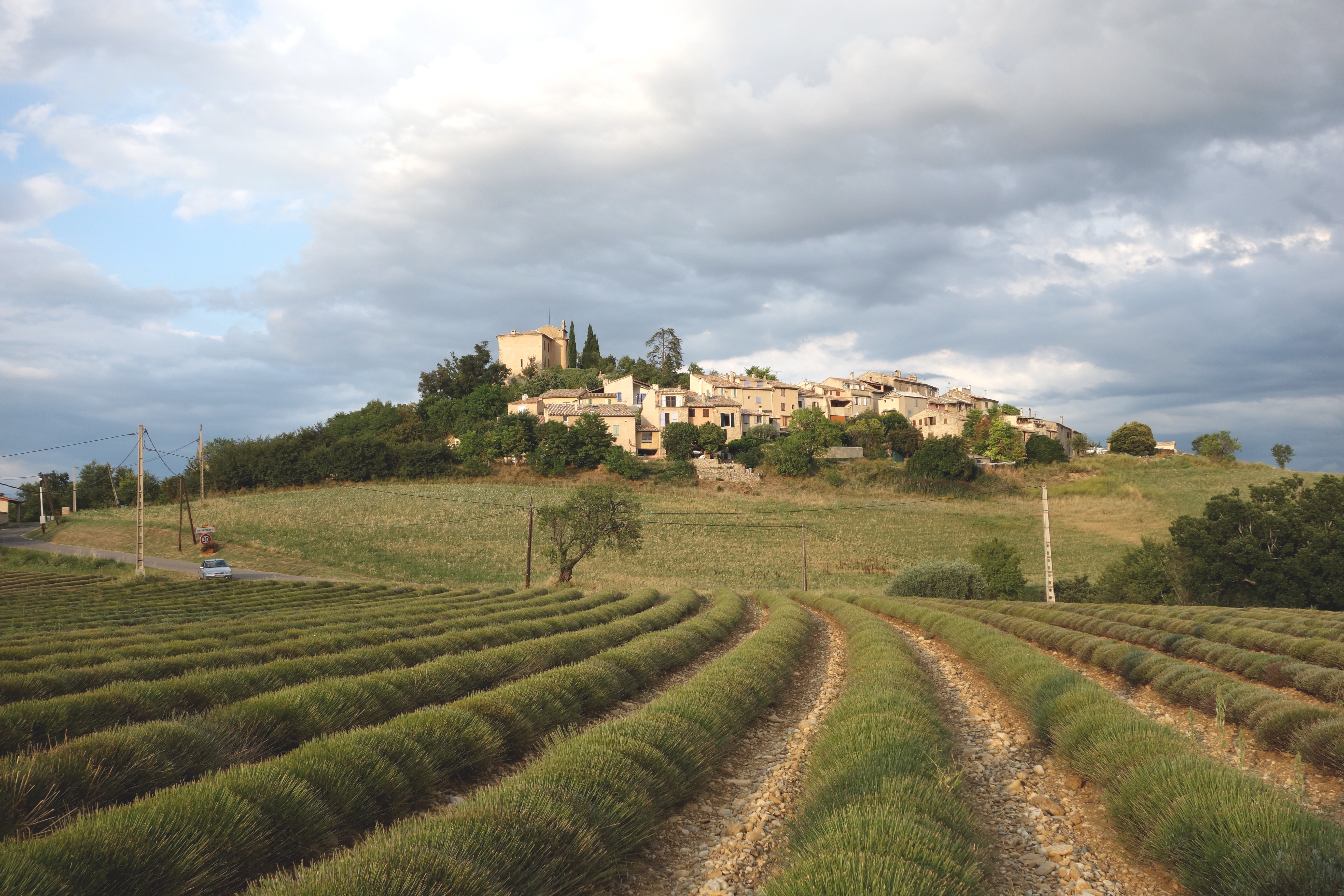
Vue d'ensemble du village avec champ de lavande au premier plan, après la récolte.

Des tombes gallo-romaines utilisant des tegulae (tuiles plates) comme coffrage ont été découvertes au jas du lieu-dit de Pètre.
La communauté relevait de la baillie de Digne.
En 1348, la reine Jeanne, chassée de son royaume de Naples, dut se réfugier en Provence. Pour reconquérir ses États napolitains, elle vendit Avignon au pape pour 80 000 florins, et obtint au passage l'absolution pontificale qui la lavait de tout soupçon dans le meurtre de son premier époux André de Hongrie. Reconnaissante, elle offrit à Guillaume II Roger, frère du pape, le fief de Valernes, qui fut érigé en vicomté par lettres patentes en 1350. La nouvelle vicomté comprenait les communautés de Bayons, Vaumeilh, la Motte, Bellaffaire, Gigors, Lauzet, les Mées, Mézel, Entrevennes et le Castellet, avec leurs juridictions et dépendances.
En mars 1789, le village d’Entrevennes est touché par la grande vague de troubles agraires de Provence.
Durant la Révolution, la commune compte une société patriotique, créée après la fin de 1792.
Le coup d'État du 2 décembre 1851 commis par Louis-Napoléon Bonaparte contre la Deuxième République provoque un soulèvement armé dans les Basses-Alpes, en défense de la Constitution. Après l’échec de l’insurrection, une sévère répression poursuit ceux qui se sont levés pour défendre la République : 6 habitants d’Entrevennes sont traduits devant la commission mixte.
Comme de nombreuses communes du département, Saint-Lions se dote d’une école bien avant les lois Jules Ferry : en 1863, elle possède déjà une école qui dispense une instruction primaire aux garçons, au chef-lieu. Bien que la loi Falloux (1851), n’impose l’ouverture d’une école de filles qu’aux communes de plus de 800 habitants, la commune ouvre également une école de filles dès les années 1850.
Plusieurs fois, le conseil municipal d'Entrevennes a émis le souhait de se voir rattacher des sections de Saint-Jeannet. Le conseil municipal de Saint-Jeannet a toujours refusé énergiquement, et a toujours été suivi par le ministère de l'Intérieur.
Jusqu’au milieu du XXe siècle, la vigne était cultivée à Entrevennes. Le vin produit était destiné à l’autoconsommation. Cette culture est aujourd’hui abandonnée.

## Héraldique
| Blason de Entrevennes | Blason  | D'azur à un ruisseau d'argent coulant entre deux rochers du même, mouvant des deux flancs. |
| Blason de Entrevennes | Détails | Armes parlantes. Le statut officiel du blason reste à déterminer.                          |

## Économie

### Aperçu général
En 2009, la population active s’élevait à 76 personnes, dont 18 chômeurs
 (14 fin 2011). Ces travailleurs sont majoritairement salariés (37 sur 58) et travaillent majoritairement hors de la commune (31 actifs sur 56).

### Agriculture

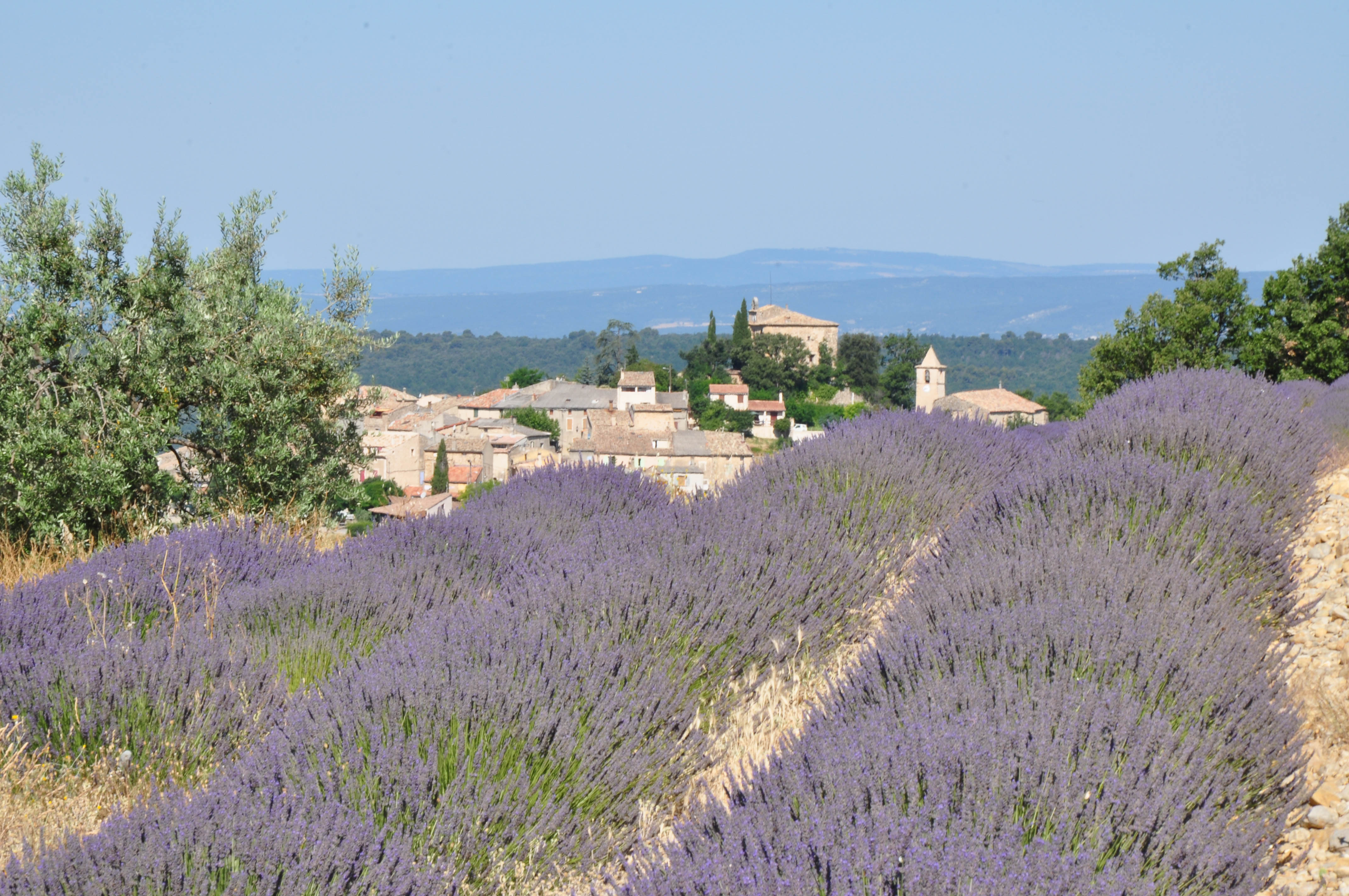
Entrevennes, ses oliviers et ses lavandes

Activité rurale consacrée à la lavande, au blé et aux oliviers ainsi qu'à l'apiculture et à l'élevage des moutons.
Fin 2010, le secteur primaire (agriculture, sylviculture, pêche) comptait 18 établissements actifs au sens de l’Insee (exploitants non-professionnels inclus) et aucun emploi salarié.
Le nombre d’exploitations professionnelles, selon l’enquête Agreste du ministère de l’Agriculture, est de 15 en 2010. Il était de 17 en 2000, de 19 en 1988. Actuellement[Quand ?], ces exploitants sont essentiellement tournés vers les grandes cultures (9 exploitations) et l’élevage ovin (3 exploitations). De 1988 à 2000, la surface agricole utile (SAU) a fortement augmenté, de 813 ha à 1 461 ha. La SAU reste stable lors de la dernière décennie, à 1 454 ha.
La culture de l’olivier est pratiquée dans la commune depuis des siècles, tout en étant limitée à certains versants. Le terroir de la commune se situe en effet à la limite altitudinale de l’arbre, qui ne peut que difficilement être exploité au-delà des 650 mètres : à Entrevennes, il s’agit des versants bien exposés des vallons entaillant le plateau de Valensole. L’oliveraie d’Entrevennes occupait plus d’une dizaine d’hectares au début du XIXe siècle. Actuellement[Quand ?], elle a régressé mais reste relativement importante, avec plus de 1000 pieds exploités. L’huile produite à partir des olives récoltées dans la commune peut recevoir le label d’appellation d'origine contrôlée (AOC) huile d’olive de Provence.

### Industrie
Fin 2010, le secteur secondaire (industrie et construction) comptait six établissements, employant un seul salarié.

### Activités de service
Fin 2010, le secteur tertiaire (commerces, services) comptait sept établissements (avec cinq emplois salariés), auxquels s’ajoutent les deux établissements du secteur administratif (regroupé avec le secteur sanitaire et social et l’enseignement), salariant sept personnes.
D'après l’Observatoire départemental du tourisme, la fonction touristique est assez importante pour la commune, avec entre un et cinq touristes accueillis par habitant, l’essentiel de la capacité d'hébergement étant non-marchande. Très peu de structures d’hébergement à finalité touristique existent dans la commune, les hébergements disponibles étant quelques meublés labellisés et les résidences secondaires. Au nombre de 69, elles représentent 42 % des logements,.
Le café "Au k'a fait gourmand" , qui porte le label Bistrot de pays, adhère à une charte dont le but est de « contribuer à la conservation et à l’animation du tissu économique et social en milieu rural par le maintien d’un lieu de vie du village ».
Le tourisme sur la commune se développe grâce à 2 centres équestres, et à deux artisans d'art du village, un faïencier et un graveur sur verre.

## Politique et administration

### Intercommunalité
Entrevennes fait partie :
- de 1994 à 2011, de la communauté de communes du Val de Rancure ;
- de 2011 à 2013, de la communauté de communes Intercommunalité du Luberon Oriental ;
- depuis le 1er janvier 2013, de la communauté d'agglomération Durance Luberon Verdon.

### Municipalité
Jean Antoine Bouffier, élu maire après les élections de juillet et août 1848, est démis par arrêté préfectoral pour avoir refusé de remettre les clefs du presbytère et de l’église au curé, mais il n’est pas condamné par la justice car la soustraction des clefs par le conseil municipal n’est pas frauduleuse.
| Période                                  | Période                    | Identité              | Étiquette | Qualité                                                                                           |
| ---------------------------------------- | -------------------------- | --------------------- | --------- | ------------------------------------------------------------------------------------------------- |
| 1792                                     |                            | Ricavy Toussaint      |           | Maitre Chirurgien                                                                                 |
| juillet 1846                             | avril 1848                 | Pierre Bruno Bec      |           |                                                                                                   |
| 21 avril 1848                            |                            | André Aillaud         |           | maréchal-ferrant, maire au sein de la Commission municipale                                       |
| août 1848                                |                            | Jean Antoine Bouffier |           | démis par le préfet                                                                               |
| 23 août 1848                             | 13 octobre 1848            | François Roche        |           | adjoint, maire provisoire                                                                         |
| 13 octobre 1848                          |                            | Jean Antoine Bouffier |           | réintégré dans ses fonctions                                                                      |
|                                          |                            |                       |           |                                                                                                   |
| mai 1945                                 |                            | Baptistin Aubert      |           |                                                                                                   |
|                                          |                            |                       |           |                                                                                                   |
| mars 1983                                | mars 2008                  | Catherine Weirich     | DVG,      |                                                                                                   |
| mars 2008                                | septembre 2012             | Jacques Vanhems,      |           |                                                                                                   |
| 21 octobre 2014                          | 15 octobre 2022            | Daniel Blanc,         | DVG       | Agriculteur, décédé en cours de mandat le 15 octobre 2022 des suites d'un accident de tractopelle |
| 14 janvier 2023                          | En cours (au 07 mars 2023) | Séverine Reyne        |           |                                                                                                   |
| Les données manquantes sont à compléter. |                            |                       |           |                                                                                                   |

### Enseignement
La commune est dotée d’une école primaire (classe unique).Actuellement[Quand ?] le professeur est une maîtresse.Les classes sont CE2 CM1 CM2 .

### Environnement et recyclage
La collecte et traitement des déchets des ménages et déchets assimilés et la protection et mise en valeur de l'environnement se font dans le cadre de la communauté d'agglomération Durance Luberon Verdon.

## Démographie
L'évolution du nombre d'habitants est connue à travers les recensements de la population effectués dans la commune depuis 1765. Pour les communes de moins de 10 000 habitants, une enquête de recensement portant sur toute la population est réalisée tous les cinq ans, les populations de référence des années intermédiaires étant quant à elles estimées par interpolation ou extrapolation. Pour la commune, le premier recensement exhaustif entrant dans le cadre du nouveau dispositif a été réalisé en 2004.

En 2022, la commune comptait 169 habitants, en évolution de +2,42 % par rapport à 2016 (Alpes-de-Haute-Provence : +2,84 %, France hors Mayotte : +2,11 %).
| 1765 | 1793 | 1806 | 1821 | 1831 | 1836 | 1841 | 1846 | 1851 |
| ---- | ---- | ---- | ---- | ---- | ---- | ---- | ---- | ---- |
| 646  | 669  | 587  | 641  | 624  | 670  | 673  | 634  | 612  |

| 1856 | 1861 | 1866 | 1872 | 1876 | 1881 | 1886 | 1891 | 1896 |
| ---- | ---- | ---- | ---- | ---- | ---- | ---- | ---- | ---- |
| 612  | 596  | 594  | 552  | 506  | 521  | 460  | 421  | 383  |

| 1901 | 1906 | 1911 | 1921 | 1926 | 1931 | 1936 | 1946 | 1954 |
| ---- | ---- | ---- | ---- | ---- | ---- | ---- | ---- | ---- |
| 321  | 311  | 279  | 226  | 237  | 210  | 182  | 130  | 121  |

| 1962 | 1968 | 1975 | 1982 | 1990 | 1999 | 2004 | 2006 | 2009 |
| ---- | ---- | ---- | ---- | ---- | ---- | ---- | ---- | ---- |
| 112  | 104  | 98   | 109  | 128  | 163  | 156  | 159  | 171  |

| 2014 | 2019 | 2022 | - | - | - | - | - | - |
| ---- | ---- | ---- | - | - | - | - | - | - |
| 160  | 172  | 169  | - | - | - | - | - | - |

| 1471    |
| ------- |
| 36 feux |

## Lieux et monuments

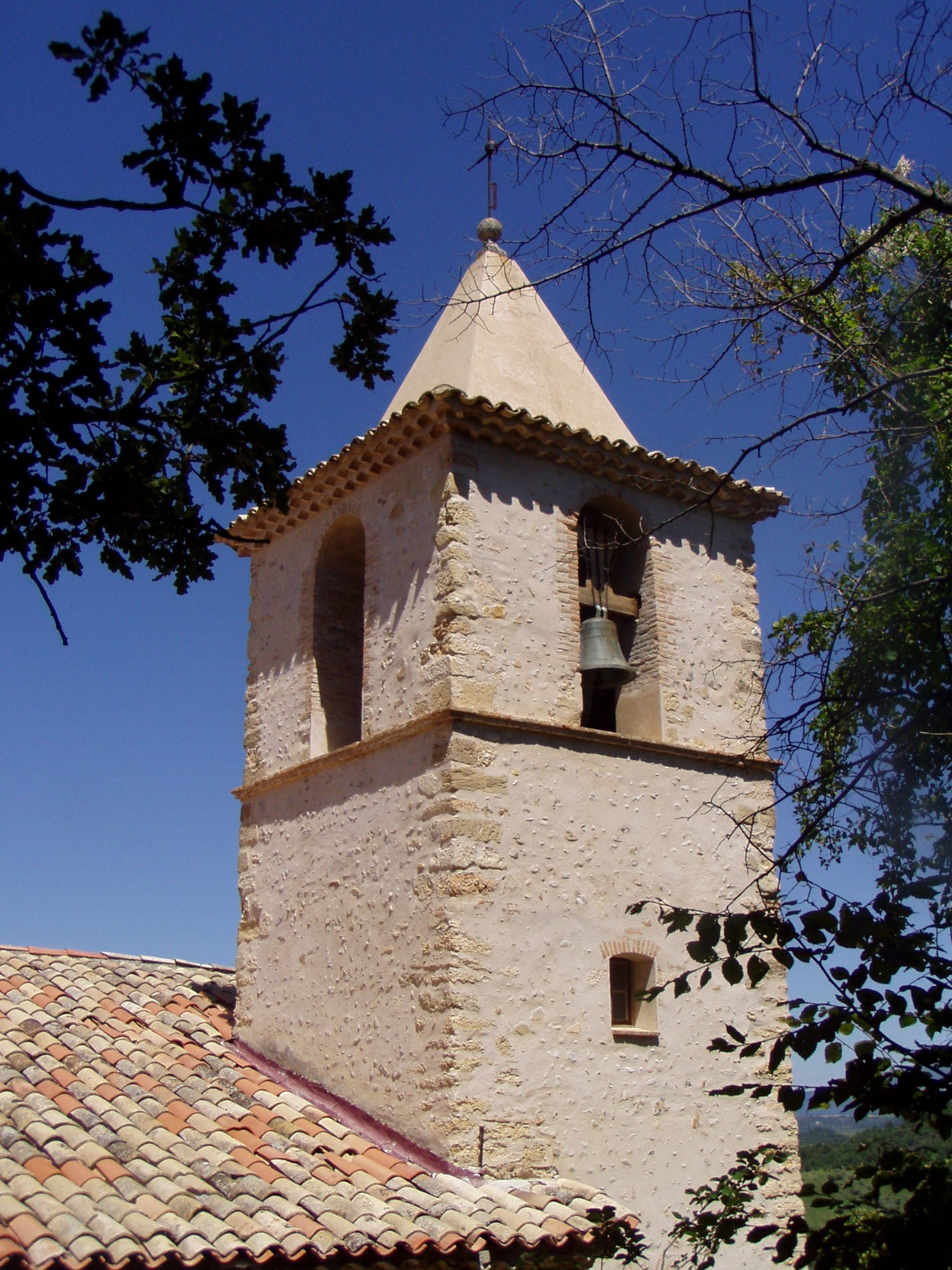
Église Saint-Martin d'Entrevennes

Le château du XVIIe est précédé d’un avant-corps où deux tours cylindriques sont engagées .
La maison Jauffred (place principale), de la deuxième moitié du XVIe siècle, possède un intérieur remarquable : plafonds à la française, couloir voûté à trois travées dont les nervures retombent sur des culots. Les voûtes du couloirs sont ornés de gypseries (avec notamment les blasons des Roux de la Fare et des Ferrier), datables du début du XVIe siècle. On y trouve également des graffitis anciens (1564 pour le plus ancien) ,. Rue de la Mairie, se trouvent quelques maisons du XVIIe siècle . Une maison est datée de 1636, sa porte est une arcade en plein cintre .
L’église Saint-Martin d'Entrevennes paroissiale, placée sous le vocable de l’Assomption et qui a saint Martin comme saint patron, du milieu du XIIe siècle est d’architecture romane, avec de nombreuses modifications. La nef est voûtée en berceau à la brisure prononcée, et bordée de deux bas-côtés, ajoutés tardivement (le bas-côté sud est de 1867). Les chapiteaux sont ornés de tête animales ou humaines. Son abside est ornée de bandes lombardes . La nef a été reconstruite au XVIe siècle et restaurée au XIXe siècle. Le chœur est bordé de deux chapelles ; les cloches sont logées dans une tour carrée construit contre le chœur . C’est un monument classé. Plusieurs éléments de son mobilier sont classés.
La chapelle Notre-Dame-de-la-Santé, à l’est du village, est composée de deux parties d’époques différentes. La chapelle Saint-Michel se trouve au cimetière, et construite en style roman, et le hameau des Ajoncs a une chapelle Notre-Dame qui daterait du début du XIXe siècle et un cimetière.